# Hurst Castle

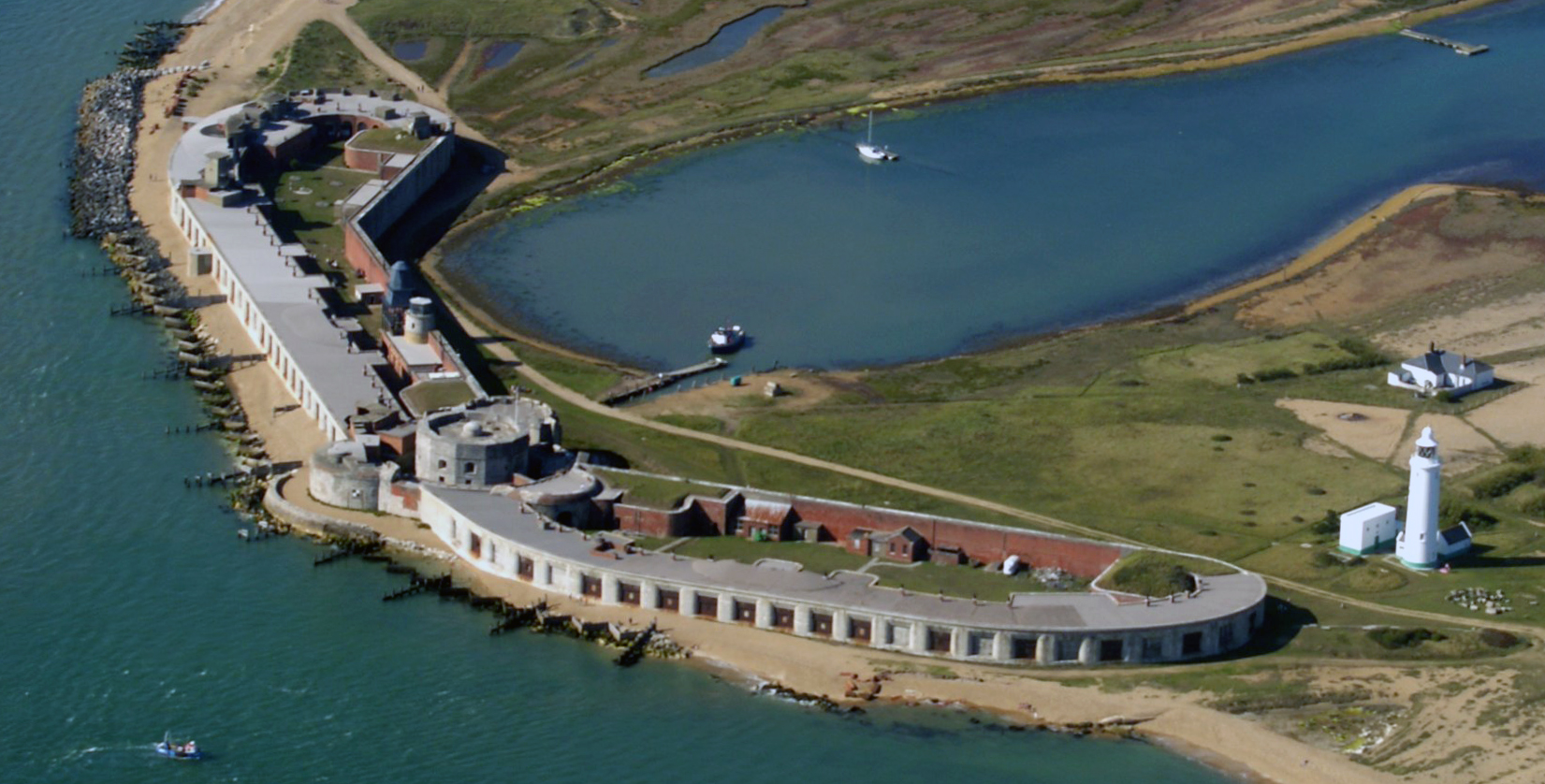
Hurst Castle von Südosten

Hurst Castle ist ein Artilleriefort, das König Heinrich VIII. 1541–1544 am Hurst Spit in der englischen Grafschaft Hampshire bauen ließ. Es war Teil des königlichen Device-Fort-Programms, das England gegen die befürchteten Angriffe von Frankreich und des Heiligen Römischen Reiches schützen sollte. Hurst Castle beschützte den Wasserweg des Solent. Das erste Fort hatte einen zentralen Donjon und drei Bastionen und wurde 1547 mit 26 Kanonen ausgestattet. Wegen seiner Größe war sein Betrieb teuer, aber es stellte eines der mächtigsten Forts entlang der Küste dar. Im englischen Bürgerkrieg in den 1640er-Jahren war Hurst Castle in der Hand der Parlamentaristen und dort war König Karl I. eine kurze Zeitlang vor seiner Hinrichtung 1648 interniert. Das Fort blieb im 18. Jahrhundert in Benutzung, verfiel dann aber. Auf der Landzunge, auf der es steht, tummelten sich Schmuggler.
Reparaturen am Fort wurden während der Revolutions- und Koalitionskriege mit Frankreich durchgeführt und es wurde so modernisiert, dass es 24-Pfünder-Kanonen aufnehmen konnte. Neue Invasionsbefürchtungen führten in den 1850er-Jahren dazu, dass schwerere 32-Pfünder-Kanonen installiert und neue Geschützbatterien auf beiden Seiten des Forts eingebaut wurden. Der technische Fortschritt machte diese Verteidigungseinrichtungen bald unbrauchbar, aber in den Jahren 1861 bis 1874 wurden in zwei langen granitverkleideten Batterien entlang des alten Forts 61 Kanonen aufgestellt. Dies waren schwere Waffen, z. B. 38-Tonner-RML-Kanonen mit einem Kaliber von 12,5 Zoll als Vorderlader. Im Laufe dieses Jahrhunderts wurden diese schweren Waffen ebenfalls technisch überholt und man installierte leichtere Schnellfeuerkanonen als Ersatz.
Das Fort bildete im Ersten Weltkrieg einen Teil des Verteidigungsnetzwerkes um die Einfahrt zum Solent und wurde auch im Zweiten Weltkrieg wiederbewaffnet. Erst 1956 stellte das Militär das Fort außer Dienst und es fiel unter die Kontrolle des Ministry of Works. Im 21. Jahrhundert wird es zusammen von English Heritage und den Friends of Hurst Castle als Touristenattraktion betrieben. 2015 kamen etwa 40.000 Besucher. Küstenerosion ist ein wachsendes Problem für Hurst Castle geworden, obwohl die Regierung Anstrengungen unternommen hat, die Landzunge zu schützen. Vier Leuchttürme wurden seit dem 18. Jahrhundert auf Hurst Castle gebaut, wovon ein besonders hohes Exemplar, das 1867 eröffnet wurde, bis heute seinen Dienst versieht.

## Geschichte

### 16. Jahrhundert

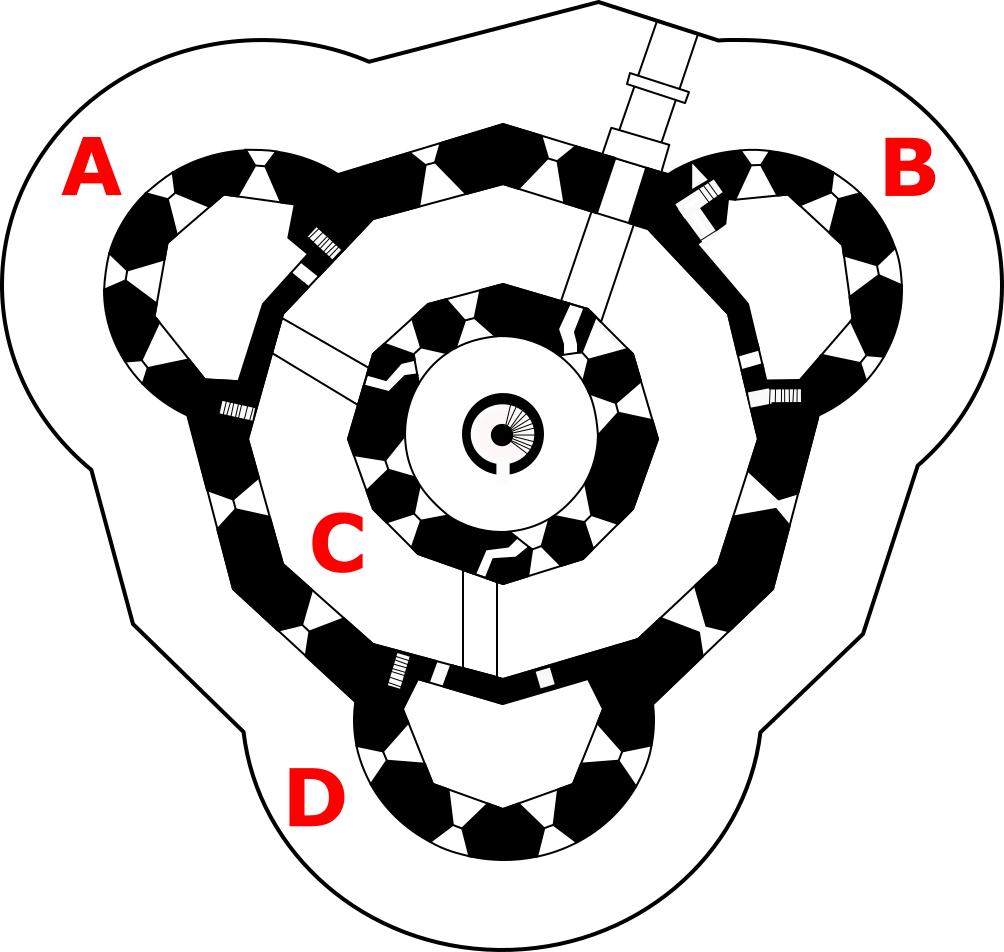
Grundriss des Forts aus dem 16. Jahrhundert: A – Nordwestbastion; B – Nordostbastion; C – Donjon; D – Südbastion

Hurst Castle entstand als Antwort auf internationale Spannungen zwischen England, Frankreich und dem Heiligen Römischen Reich in den letzten Jahren der Herrschaft Heinrichs VIII. Traditionell hatte die Krone die Küstenbefestigung örtlichen Herren und Gemeinden überlassen und übernahm nur eine bescheidene Rolle im Bau und in der Unterhaltung dieser Befestigungen. Solange Frankreich und das Heilige Römische Reich am Konflikt beteiligt waren, waren Angriffe von See her üblich, aber eine Invasion Englands erschien unwahrscheinlich. Beschränkte Verteidigungsanlagen um einfache Blockhäuser und Türme herum gab es im Südwesten und entlang der Küste von Sussex; im Norden Englands standen einige beeindruckendere Bauten, im Großen und Ganzen waren die Verteidigungsanlagen jedoch in ihrer Größe beschränkt. Worsley's Tower etwa, der in den 1520er-Jahren gegenüber dem Gelände des künftigen Hurst Castle errichtet wurde, war zu klein, um mächtige Artilleriegeschütze zu erhalten, und wurde von den Berichterstattern des Königs 1539 als „eines der schlimmsten angeordneten Dinge“ bezeichnet, das sie je gesehen hätten.
Im Jahre 1533 brach Heinrich VIII. mit Papst Paul III., weil dieser ihm die Annullierung seiner langandauernden Ehe mit Katharina von Aragon nicht gewährte. Katharina von Aragon war die Tante von Karl V., dem Kaiser des Heiligen Römischen Reiches, der die Annullierung als persönliche Beleidigung empfand. Daher erklärten Frankreich und das Heilige Römische Reich 1538 ihren Zusammenschluss gegen König Heinrich und der Papst bestärkte die beiden Länder darin, England anzugreifen. Eine Invasion Englands erschien sicher. Als Antwort darauf gab König Heinrich 1539 einen Befehl (engl.: „Device“) heraus, in dem er Anweisungen für die „Verteidigung des Reiches zu Zeiten der Invasion“ und zum Bau von Forts („Device Forts“) entlang der englischen Küstenlinie gab.
Hurst Castle war zum Schutz der westlichen Einfahrt zum Solent, einem Meeresarm, der vom Ärmelkanal zur Marinebasis Portsmouth und über das Southampton Water zum wichtigen Hafen Southampton führt, gedacht. Das Fort war eine von vier Befestigungen, deren Bau William FitzWilliam, der Lord High Admiral, und William Paulet forderten, um die Verteidigungsanlagen entlang des Solent zu verstärken. Die anderen waren East Cowes Castle, West Cowes Castle und Calshot Castle. Es lag am Hurst Spit, einem Kiesstreifen, der Salzmarsch und Wattenmeer nur 1,2 Kilometer von der Isle of Wight entfernt schützt. Vorläufige Erdwerkbefestigungen wurden auf dem Gelände aufgebaut und 1541, nachdem die Arbeiten an den anderen drei Forts beendet waren, begannen die Arbeiten an Hurst Castle unter der Leitung von John Mille, dem Finanzcontroller, und vermutlich Thomas Bertie, einem Maurermeister.  Bertie wurde 1542 zum Kapitän des Forts ernannt und die Arbeiten waren im Januar 1544 abgeschlossen; die Kosten betrugen über £ 3200.

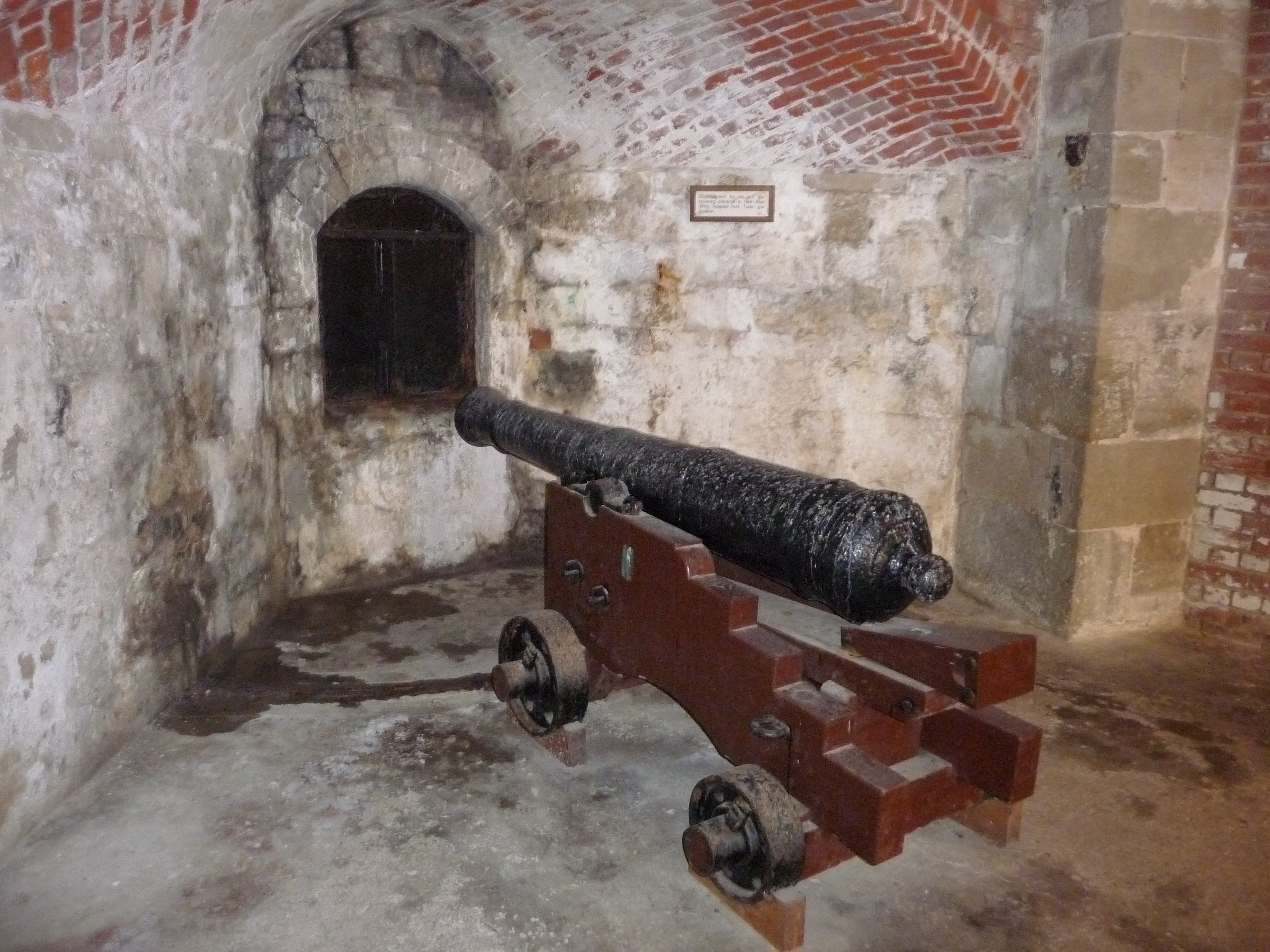
Kanonenschießscharte im Fort aus dem 16. Jahrhundert

Das Endergebnis war ein steinernes Artilleriefort mit zentralem Donjon und drei Bastionen, umgeben von einem Graben. Das Fort konnte bis zu 71 Kanonen tragen. 1547 aber war Hurst Castle nur mit 26 Geschützen bestückt – vier davon aus Bronze und der Rest aus Gusseisen. Es waren zwei kleine Feldschlangen (Saker), eine Feldschlange, eine mittelgroße Kanone (Demi-Canon), eine Kanone mit kurzem Rohr (Curtall Canon), zwei kleinere Feldschlangen (Demi-Culverin), sechs große Hafenkanonen (Port Piece), vier lange, schlanke Kanonen (Sling), zwei kleinere lange, schlanke Kanonen (Quarter-Sling) und sieben ältere schlanke Kanonen (Base), wovon drei unbenutzbar waren. Ein Bericht von 1559 kommentierte, dass Hurst Castle entscheidend für die Entsendung von Verstärkung von der Hauptinsel auf die Insel Wight war, und erwähnte, dass das Fort mit elf Bronze- und Gusseisenkanonen ausgestattet war, sowie neun kaputten Kanonen, Kurzwaffen, Pfeilen und Bögen, Spießen und Hippen. Dieser Bericht schloss, dass das Fort gegen Angriffe nicht ausreichend geschützt war, weil es keinen Flankenschutz besaß, aber gerundete Mauern, und, dass es wegen seiner Größe teuer mit Mannschaften auszustatten war; es benötigte einen Captain, einen Vizecaptain, zwölf Kanoniere, neun Soldaten und einen Portier. Der Geschichtswissenschaftler John Kenyon meint aber, dass seine nicht unerhebliche Bewaffnung Hurst Castle zu einem der mächtigsten Forts an der Südküste machte, selbst wenn es mit leichteren Kanonen ausgestattet war, als für seine Rolle als „Schiffeversenker“ ideal gewesen wären.
Inzwischen war die Invasionsbedrohung von Frankreich aus vorbei und 1558 wurde ein dauerhafter Friede geschlossen. Das Interesse der Regierung wandte sich von der Südküste ab und der spanischen Bedrohung für den Südwesten Englands zu. Um 1569, als Thomas Carew Captain von Hurst Castle war, gab es weniger als zehn Kanonen, aber eine gleich große Garnison wie sieben Jahre vorher. Sein Sohn, Sir Thomas Gorges, wurde nach ihm Captain und berichtete 1593, dass die Geschützplattformen dringend Reparaturen benötigten.

### 17. Jahrhundert

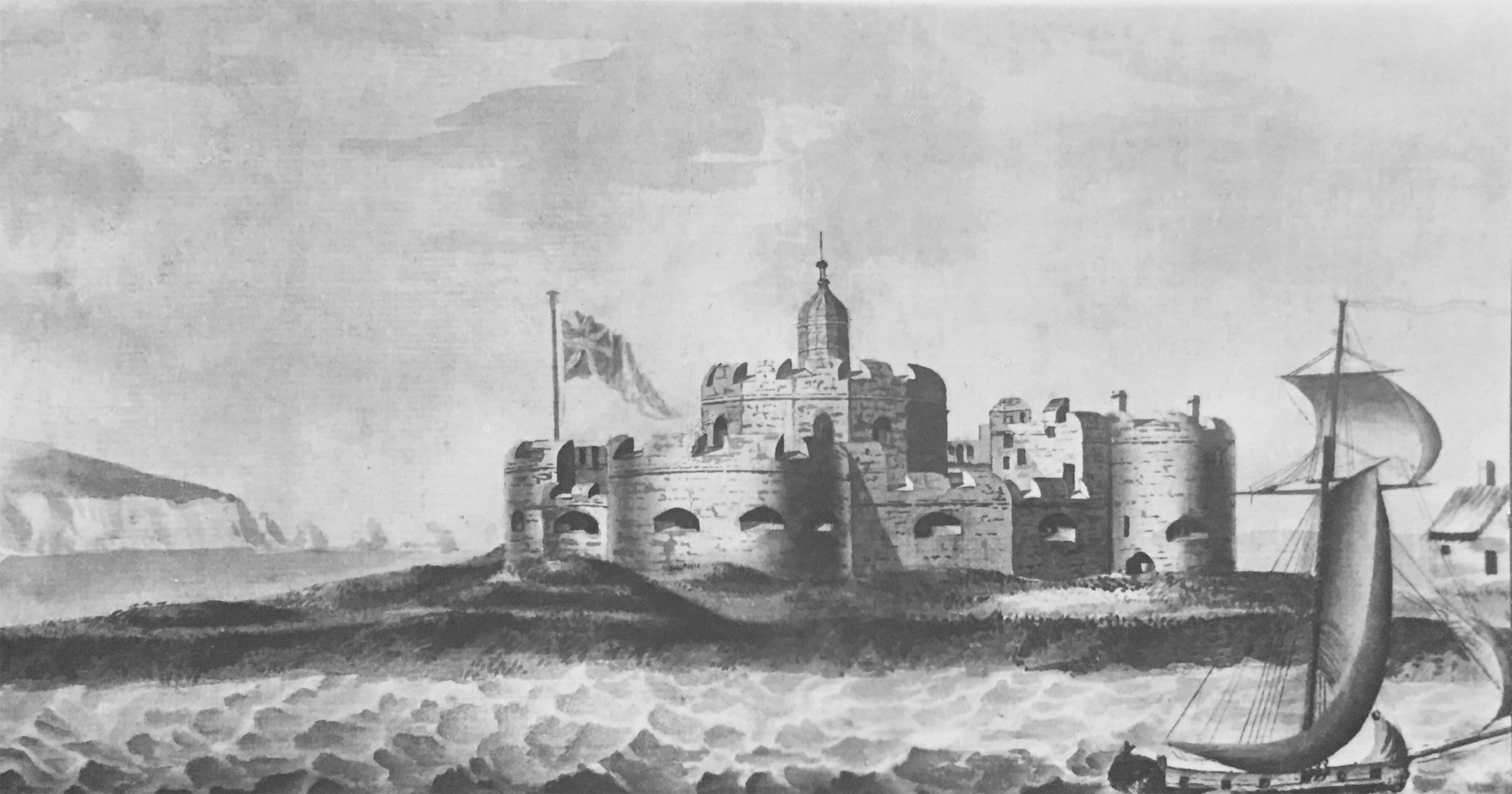
Abbildung des Forts im 18. Jahrhundert

Anfang des 17. Jahrhunderts herrschte Frieden zwischen England, Frankreich und Spanien und so erhielten die Küstenverteidigungsanlagen wenig Beachtung. Die Familie Gorges stellte weiterhin die Captains von Hurst Castle; als Sir Edward Gorges den Posten 1610 übernahm, war das Fort vernachlässigt. 1628 war das Fort außer Stande, flämische Schiffe auf ihrem Weg durch den Solent aufzuhalten, da nur vier oder fünf der 27 Kanonen überhaupt verwendungsfähig waren und das Fort weder Munition noch Schießpulver dafür vorrätig hatte. Die Regierung ließ dann 1635 alle Bronzekanonen des Forts abziehen; sie waren auf Schiffen beliebt, da sie schneller und zuverlässiger feuern konnten als gusseiserne Kanonen.
Zu Beginn des englischen Bürgerkrieges 1642 zwischen den Unterstützern von König Karl I. und denen des Parlaments stand das Fort unter dem Kommando von Captain Richard Swanley, einem Unterstützer der Parlamentaristen. Im Dezember 1648 diente es kurzzeitig als Internierungsort für den König vor dessen Prozess und Hinrichtung. In der Zeit des Interregnums (zwischen den Königen Karl I. und Karl II.) blieb es unter dem Kommando von Colonel Thomas Eyre in Benutzung und wurde 1650 verstärkt, um einer royalistischen Invasion trotzen zu können.
Nachdem Karl II. 1660 durch die Stuart-Restauration auf den englischen Thron kam, wurde Eyre entlassen und durch Edward Strange ersetzt. Die Zukunft des Forts war unsicher; Karl II. gab Befehl, die Garnison aufzulösen, und überlegte kurz, ob er das Fort nicht abreißen lassen sollte. Anstatt das Fort mit einer regulären Garnison zu belegen, entschloss man sich 1666, es nur mit Soldaten auszustatten, die auf der Isle of Wight nicht mehr benötigt wurden; sie gehörten zu einer Einheit unter Robert Holmes, dem Gouverneur der Insel. Hurst Castle war inzwischen verfallen, was die Pläne, Holmes’ Männer dorthin abzuordnen, bis 1671 verzögerte. Reparaturen am Fort wurden durchgeführt und 1675 wurden eine gewöhnliche Garnison und fast 30 Kanonen dort stationiert.

### 18. Jahrhundert

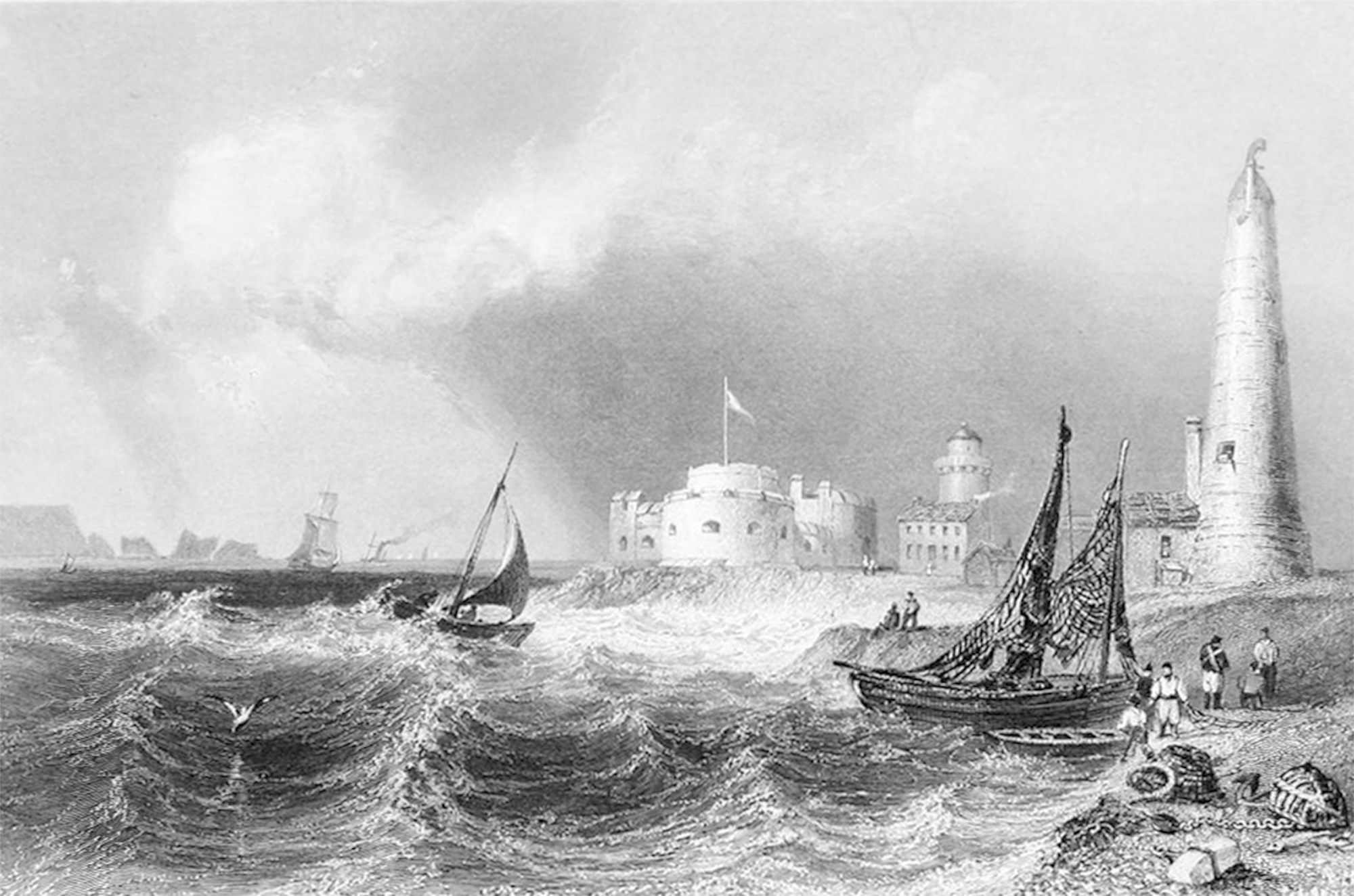
Hurst Castle um 1840 mit dem Hurst Tower (Mitte) und dem High Lighthouse (rechts)

Hurst Castle wurde im 18. Jahrhundert weiterhin als Militärbasis genutzt, diente aber auch als Gefängnis eines franziskanisch-katholischen Geistlichen, Pater Paul Atkinson. Mitten in den Sorgen über den moralischen Zustand Englands und einer empfundenen Bedrohung der etablierten Kirche wurde 1700 ein Gesetz zur „Verhinderung des weiteren Wachstums der Papisterei“ erlassen; Hurst Castle wurde vom Privy Council als Verwahrungsort für Priester erwählt, die nach diesem Gesetz verurteilt wurden. Atkinson war vermutlich die einzige Person, die in dieser Art und Weise eingesperrt wurde, und musste 29 Jahre von 1700 an bis zu seinem Tod 1729 im Fort bleiben.
Seit den 1670er-Jahren war immer wieder von Problemen mit Schmugglern um Hurst Castle berichtet worden und dies setzte sich im 18. Jahrhundert fort. 1729 charterte das Finanzamt die Hurst, eine breite, schwere Jacht, um das Vorgehen gegen die Schmuggler außerhalb Southampton zu unterstützen. Die Crew war mit Musketen, Pistolen und Schwertern bewaffnet. Die Probleme aber blieben und später im selben Jahrhundert diente das Gelände als Treffpunkt für Schmuggler unter der Führung des berüchtigten Kriminellen namens John Streeter.
Das Fort wurde erneut vernachlässigt und Berichte von den 1770er- bis zum Beginn der 1790er-Jahre erzählen von massiven Problemen, z. B., dass die Kanonen des Forts nicht mehr auf den verfallenen Bastionen postiert werden könnten und dass Wasser durch die brüchigen Mauern eindringen würde. 1793 sah man das Fort als „im schlechtesten Zustand“ aller Forts entlang der Küste an und alle seine Geschütze waren unbenutzbar. Die Landzunge um das Fort wurde von Zivilisten genutzt, z. B. von Fischern oder Gärtnern; ein Leuchtturm namens Hurst Tower wurde 1786 errichtet und das Wirtshaus Shipwright's Arms wurde neben dem Fort gebaut.
Der erste Koalitionskrieg mit Frankreich brach 1793 aus und führte zu einer Modernisierung des Forts. Reparaturen wurden 1794 zu Kosten von £ 647 ausgeführt, gefolgt von einer Überarbeitung der Verteidigungsanlagen im Folgejahr durch den Master General of the Ordnance. Das Fort aus dem 16. Jahrhundert war nach den Standards dieser Zeit immer noch stark befestigt, konnte aber nicht die schwereren Kanonen oder Geschützbatterien tragen, die notwendig waren, um feindliche Kriegsschiffe anzugreifen. Stattdessen wurden 1795 zwei neue Geschützbatterien, bewaffnet mit je fünf 36-Pfünder-Kanonen, entlang des Forts errichtet und weitere achtzehn 9-Pfünder-Kanonen auf dem alten Fort installiert. Die dort zuvor installierten Kanonen waren alle von den Franzosen erbeutet worden.

### 19. Jahrhundert

#### 1800–1858

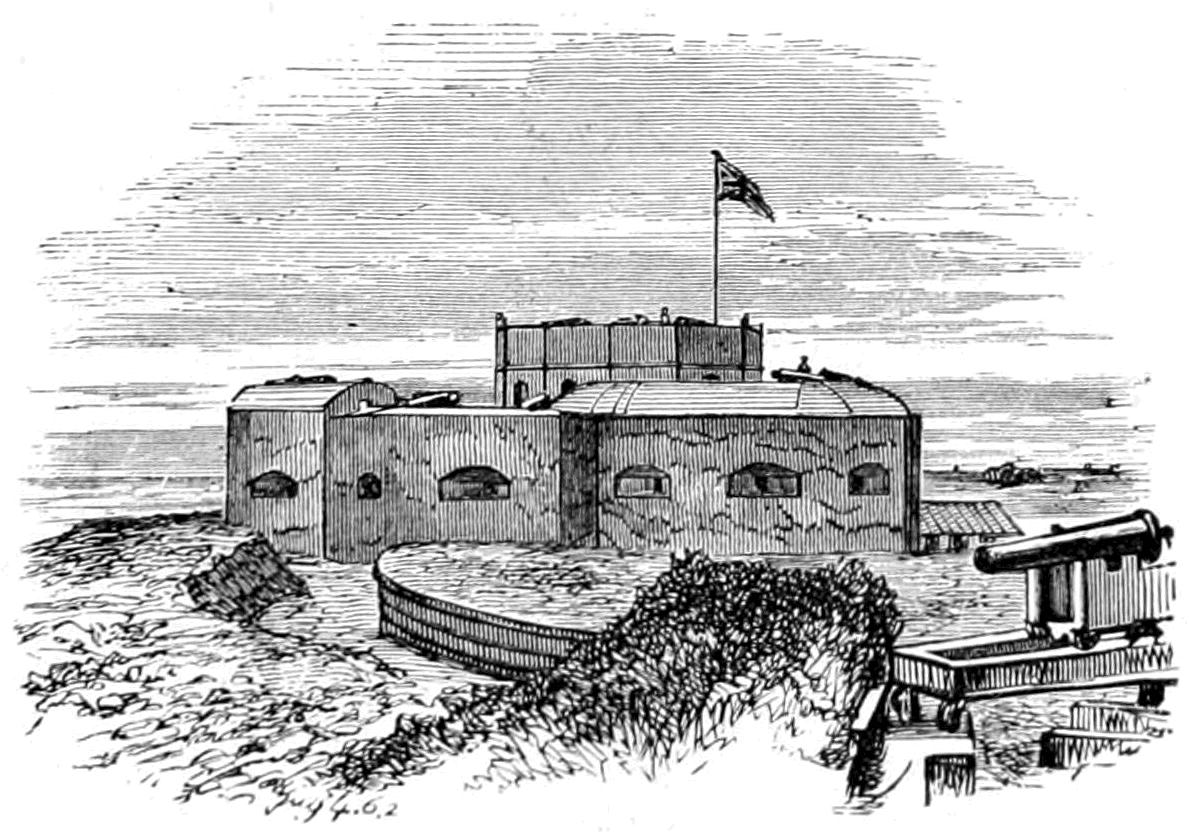
Hurst Castle in einer Abbildung von 1862, die die neue östliche Geschützbatterie (rechts) und die umgebauten Befestigungen aus dem 16. Jahrhundert zeigt

1803 erschien ein Krieg mit Frankreich erneut wahrscheinlich. Nach einiger Diskussion einigte man sich darauf, den Donjon aus dem 16. Jahrhundert so anzupassen, dass er sechs 24-Pfünder-Kanonen aufnehmen konnte. Zu diesem Zweck erhielt er ein Gewölbedach und ein zentraler Pfeiler wurde auf die gesamte Höhe des Gebäudes eingebracht. Die Kosten hierfür schätzt man auf £ 4122. Der Geschichtswissenschaftler Andrew Saunders vergleicht das resultierende Bauwerk mit den verschiedenen Martello-Türmen, die zu dieser Zeit entlang der Südküste Englands gebaut wurden. Man schlug vor, zwei vorläufige Geschützbatterien als Ersatz für die alten Installationen von 1795 zu errichten, die durch die salzige Luft gelitten hatten und verfallen waren, aber man gab diesen Plan schließlich zu Gunsten des Umbaus des Donjons auf. Die Arbeiten wurden von einem Team aus Soldaten und zivilen Baufirmen durchgeführt und Ende 1806 abgeschlossen.
Das umgebaute Fort spielte aber in den Koalitionskriegen keine aktive Rolle, auch wenn es 1809 als Lazarett für verwundete Soldaten diente, die vom Krieg auf der Halbinsel in Spanien zurückkehrten. Ein zweiter Leuchtturm, High Lighthouse genannt, wurde 1812 neben dem Fort gebaut.
Das offizielle Interesse an Hurst Castle stieg in den 1840er-Jahren wieder, als die Einführung von Granatengeschützen und Dampfschiffen eine neue Gefahr eines erfolgreichen französischen Angriffes auf die englische Südküste heraufbeschworen. Vorher konnten Segelschiffe nur langsam am Fort vorbeifahren, wenn sie gegen die Flut fuhren, was sie empfindlich gegen Angriffe mit den auf dem Fort installierten Kanonen machte; Dampfschiffe konnten aber mit großer Geschwindigkeit das Fort passieren. Militärische Schätzungen und Berichte aus den Jahren 1850 und 1851 schlugen daher vor, dass die Bewaffnung wesentlich ausgebaut werden sollte, wobei mehr und viel schwerere Geschütze vorgesehen werden sollten.
Die Verbesserungen wurden in den Jahren 1852 bis 1856 zu Kosten von über £ 6725 ausgeführt. Der Donjon wurde für die Aufnahme von 32-Pfünder-Kanonen aufgerüstet, die seewärts gerichtete Bastion und die Kurtine wurden mit Ziegelkasematten und neuen Geschützbatterien verstärkt und der Graben wurde vertieft, um gegen Überraschungsangriffe zu schützen. Zwei Batterien wurden westlich und östlich des Forts errichtet, geschützt durch Schindeln und Erde und mit dem alten Fort durch gedeckte Gänge verbunden, die Kaponniere genannt wurden. Ein gut zu verteidigender Kasernenblock wurde anschließend an die westliche Batterie gebaut, um weiteren Schutz gegen Angriffe von der Landseite her zu bieten. Das Ergebnis war, dass Hurst Castle wieder eine mächtige Festung war, ausgestattet mit vierzehn 32-Pfünder-Kanonen, fünfzehn 8-Zoll-Granatengeschützen und zwei 32-Pfünder-Karronaden. Zu Kriegszeiten waren dafür 440 Mann Besatzung erforderlich und zu Friedenszeiten eine Garnison von 105 Mann. Fort Albert wurde auf der anderen Seite der Meerenge, auf der Isle of Wight, errichtet, um Hurst Castle bei einem Angriff zu unterstützen. Das alte Wirtshaus wurde zuerst als Garnisonskantine genutzt und dann abgerissen.
1852 legte die Isle of Wight Electric Company ein speziell gepanzertes Seekabel als Verbindung von Hurst Castle nach Keyhaven auf dem Festland und Sconce Point auf der Isle of Wight; zwei Jahre später verband die Electric Telegraph Company das Fort mit Southampton. Hurst Castle nutzte Flaggen, um Telegrafennachrichten an Schiffe zu senden, die in den Solent einfuhren und empfing von ihnen Nachrichten auf demselben Wege.

#### 1859–1899

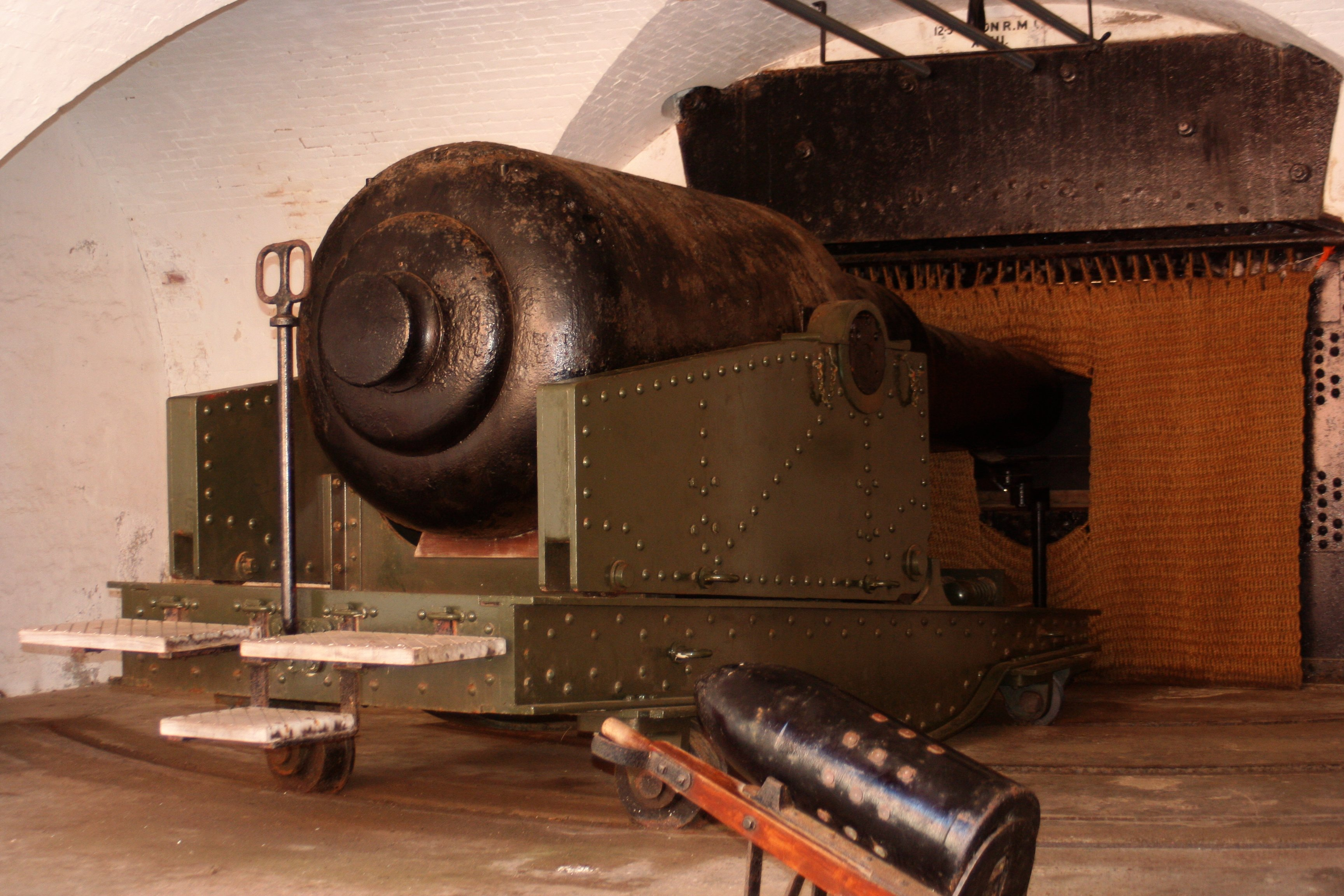
12,5-Zoll-39-Tonnen-Rifled Muzzle-Loading-(RML)-Kanone mit Munition im Westflügel

Schnelle Fortschritte in der Militärtechnologie machten die neuen Verteidigungsanlagen noch vor Ende der Dekade zwecklos. Die Einführung von Hinterlader-Kanonen, die Explosivmunition abfeuern konnten, und der Bau gepanzerter Kriegsschiffe sorgten dafür, dass die Kanonen und Befestigungen von Hurst Castle nicht mehr ausreichten. 1859 wuchsen erneut die Befürchtungen, dass die Franzosen nach England einfallen könnten, möglicherweise auch in einem Überraschungsangriff. Eine Königliche Kommission forderte im selben Jahr, dass Hurst Castle als eines der wichtigsten Forts, das den Hafen von Portsmouth schützen sollte, bevorzugt aufgerüstet werden sollte.
Hurst Castle wurde mit neueren, schweren Vorderlader-Kanonen in stark armierten Kasematten ausgestattet. Diese Waffen waren sehr langsam im Nachladen und so errichtete man zwei lange Batterien auf beiden Seiten des alten Forts, um sicherzustellen, dass man gute Chancen hätte, auch schnellfahrende, feindliche Schiffe vom Fort aus zu treffen. Im Westflügel wurden 37 Kanonen aufgestellt, im Ostflügel 24. Diese beiden Batterien wurden oberhalb der ein paar Jahre vorher dort gebauten installiert. Im Zuge des Baus musste auch der Graben des Forts verfüllt werden. Im weiteren Fortlauf der Bauarbeiten entschloss man sich auch, die neuen Batterien durch zusätzliche Eisenschilder zu schützen.
Die Arbeiten kosteten schließlich £ 211.000. Sie begannen 1861 und wurden größtenteils bis 1870 abgeschlossen, die zusätzliche Bewehrung mit Eisenschildern erst 1874. In Friedenszeiten waren etwa 131 Offiziere und Mannschaften in dem Fort stationiert, eine Zahl, die in Kriegszeiten, wenn alle Waffen besetzt werden sollten, deutlich erhöht werden musste. Auch wenn das Fort niemals mit der gesamten geplanten Bewaffnung ausgestattet wurde, hatte es doch 1891 zehn 12,5-Zoll-39-Tonnen-Rifled Muzzle-Loading-(RML)-Kanonen, fünfzehn 10-Zoll-18-Tonnen-Vorderladerkanonen, fünf 9-Zoll-12-Tonnen-Vorderladerkanonen und drei 64-Pfünder-Geschütze, was zusammengenommen ein beachtliches Arsenal darstellte.
Zwei neue Leuchttürme wurden in den 1860er-Jahren gebaut. Der erste war das „Low Light“ in der hinteren Mauer des Westflügels. Der zweite Leuchtturm hieß „High Light“; es war das freistehende Hurst Point Lighthouse am Ende der Landzunge, das von 1865 bis 1867 errichtet wurde. Ein neues Gasthaus, das „Castle Inn“, baute man an das Nordende der Landzunge. Eine Schmalspureisenbahn wurde in den 1880er-Jahren zur Versorgung des Forts angelegt.
In den 1880er- und 1890er-Jahren nahmen sowohl die Durchschlagskraft der Schiffsartillerie als auch die Geschwindigkeit der Kriegsschiffe weiter zu, was weitere Investitionen am Fort in den Jahren 1888–1893 notwendig machte. Das Magazin im Donjon, in dem 2250 Stück Munition untergebracht werden konnten, wurde mit Beton verstärkt und die südliche Bastion des alten Forts mit Kieseln und Beton verfüllt, um zusätzlichen Schutz gegen feindliche Projektile zu bieten. Neue 6-Pfünder-Schnellfeuerkanonen wurden in einer Batterie am Ende des Ostflügels installiert und durch Maschinengewehre unterstützt, sodass man schnellfahrende Wasserfahrzeuge ins Visier nehmen konnte, insbesondere die neuen Torpedoboote. Es folgten weitere Stellungen für 12-Pfünder-Kanonen, davon eine oben auf dem Donjon.

### 20. und 21. Jahrhundert

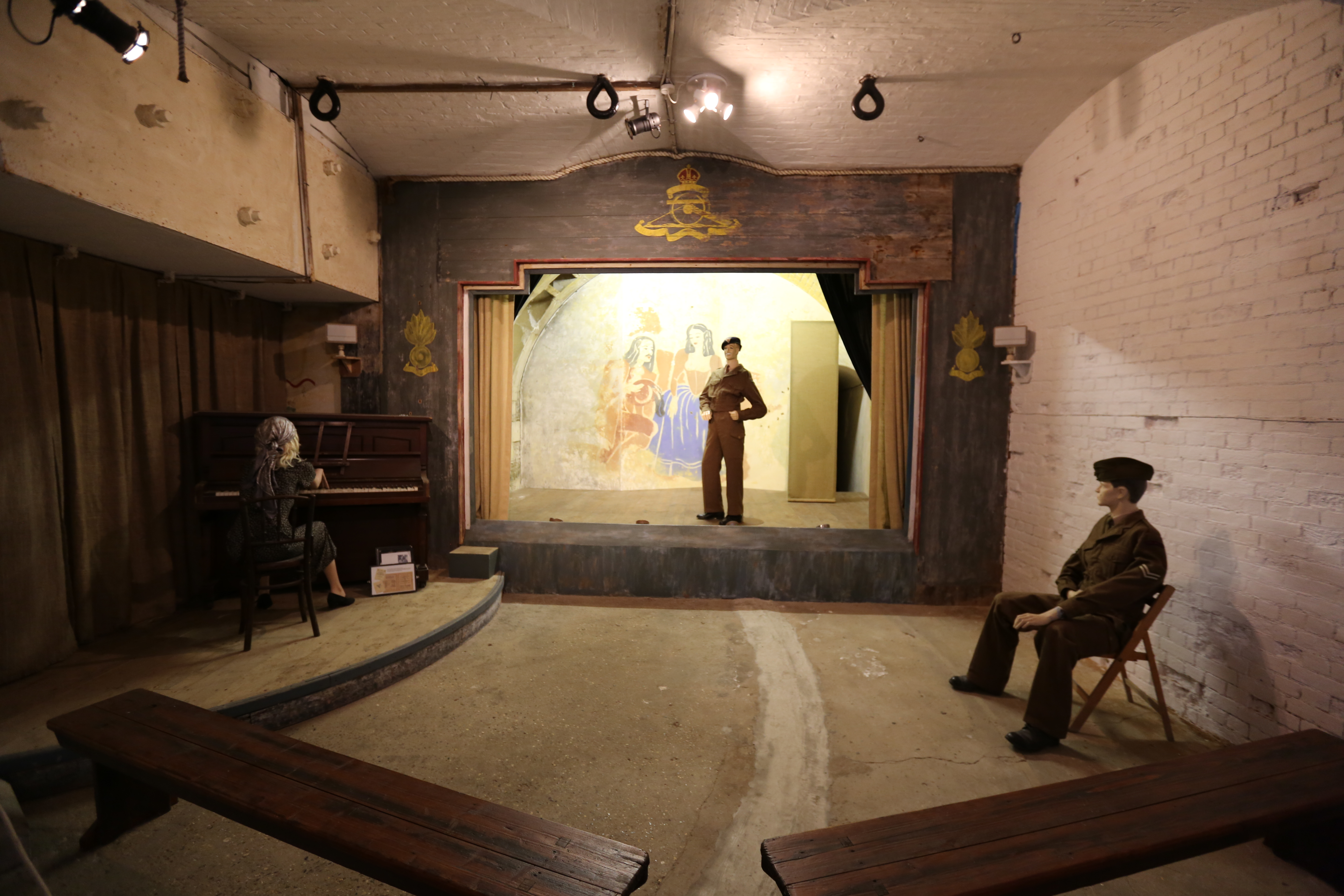
Das Theater im Westflügel mit den bis heute erhaltenen Wandmalereien aus dem Zweiten Weltkrieg

Mit Beginn des Ersten Weltkrieges waren die Geschütze, die Hurst Castle in den 1870er-Jahren erhalten hatte, nicht mehr verwendbar. Das Fort behielt 17 davon, wie der Geschichtswissenschaftler Coad es beschrieb, aufgehängt „wie eine Sammlung von ältlichen Blunderbussen“, aber die Festung wurde hauptsächlich durch die neueren Schnellfeuerkanonen geschützt. Im Krieg wurde die Bewaffnung von Hurst Castle von der Needles Battery aus gesteuert, wo ein Feuerleitstand, der auch mit Telegrafentechnik ausgestattet war, eingerichtet wurde. Nach dem Krieg wurden die Kanonen aus dem Teil des Forts, der aus dem 16. Jahrhundert stammte, entfernt. 1933 wurde dieser Teil des Forts in die nationale Sammlung des Ministry of Works (als historisches Bauwerk) eingereiht, auch wenn in den 1930er-Jahren noch einige Modernisierungen am Rest der Festung vorgenommen wurden. Das Low Light wurde 1911 durch einen neuen Leuchtturm ersetzt.
1940, im Zweiten Weltkrieg, wurde Hurst Castle mit zwei 12-Pfünder-Kanonen wiederbewaffnet und eine Einheit der Isle of Wight Rifles dort stationiert. Alle Geschütze wurden von Feuerleitstand an der Needles Battery aus gesteuert. Suchscheinwerfer und weitere 6-Pfünder-Geschütze folgten im darauf folgenden Jahr, in dem auf das 37-Strong Detachment nach der Installation von 40-mm-Bofors-Geschützen in 129 Coastal Battery Royal Artillery umbenannt wurde. Ein Turm namens Director Tower (Feuerleitturm) wurde entlang des Westflügels gebaut. Im weiteren Verlauf des Krieges wurden die Waffen außer Betrieb genommen und im Juli 1945 die Batterie geschlossen. Die meisten Waffen wurden nach dem Krieg deinstalliert.
1956 wurde das gesamte Hurst Castle unter die Verwaltung des Ministry of Works gestellt. In den 1970er-Jahren wurde der zusätzliche Betonschutz, der in den 1880er-Jahren an die südliche Bastion angebaut worden war, wieder entfernt. Als 1983 die neue Staatsagentur English Heritage gegründet wurde, übernahm sie die Verwaltung des Forts. 1996 übernahmen die Friends of Hurst Castle den täglichen Betrieb des Forts und English Heritage kümmerte sich weiterhin um die anderen Aspekte der Verwaltung. 2015 besichtigten 40.000 Besucher das Fort. Das Fort gilt als Scheduled Monument. Das High Light, das 1867 errichtet wurde, ist weiterhin als Leuchtturm in Benutzung und wurde von English Heritage als historisches Bauwerk II. Grades gelistet.
An der Landzunge zeigt sich Küstenerosion, die sie langsam Richtung Küste verschoben hat. Dieser Prozess hat die Überreste der Batterie und der Kasernen am Westflügel aus dem Jahre 1852 verschwinden lassen und lässt gelegentlich die Fundamente des späteren Forts auftauchen. Diese Erosion hat sich seit den 1940er-Jahren wegen des Baus von Buhnenbatterien in den nahegelegenen Orten Bournemouth und Christchurch wesentlich verstärkt, da diese die natürliche Erneuerung der Landzunge mit Kieselsteinen von den dortigen Klippen unterbunden hat. Die Erosion hat 2013 am östlichen Ende des Forts neuen Schaden angerichtet, was zu weiteren Bedenken führte. Die Bemühungen des Staates um die Stabilisierung der Landzunge in der derzeitigen Position begannen in den 1960er-Jahren, womit sowohl das Fort als auch die benachbarten Städte geschützt werden sollten. In den 1990er-Jahren wurden über 900.000 t Kieselsteine aufgeschüttet und dies wird bis heute fortgeführt. Die Landzunge und die anschließende Küstenlinie sind als Site of Special Scientific Interest geschützt.

## Architektur

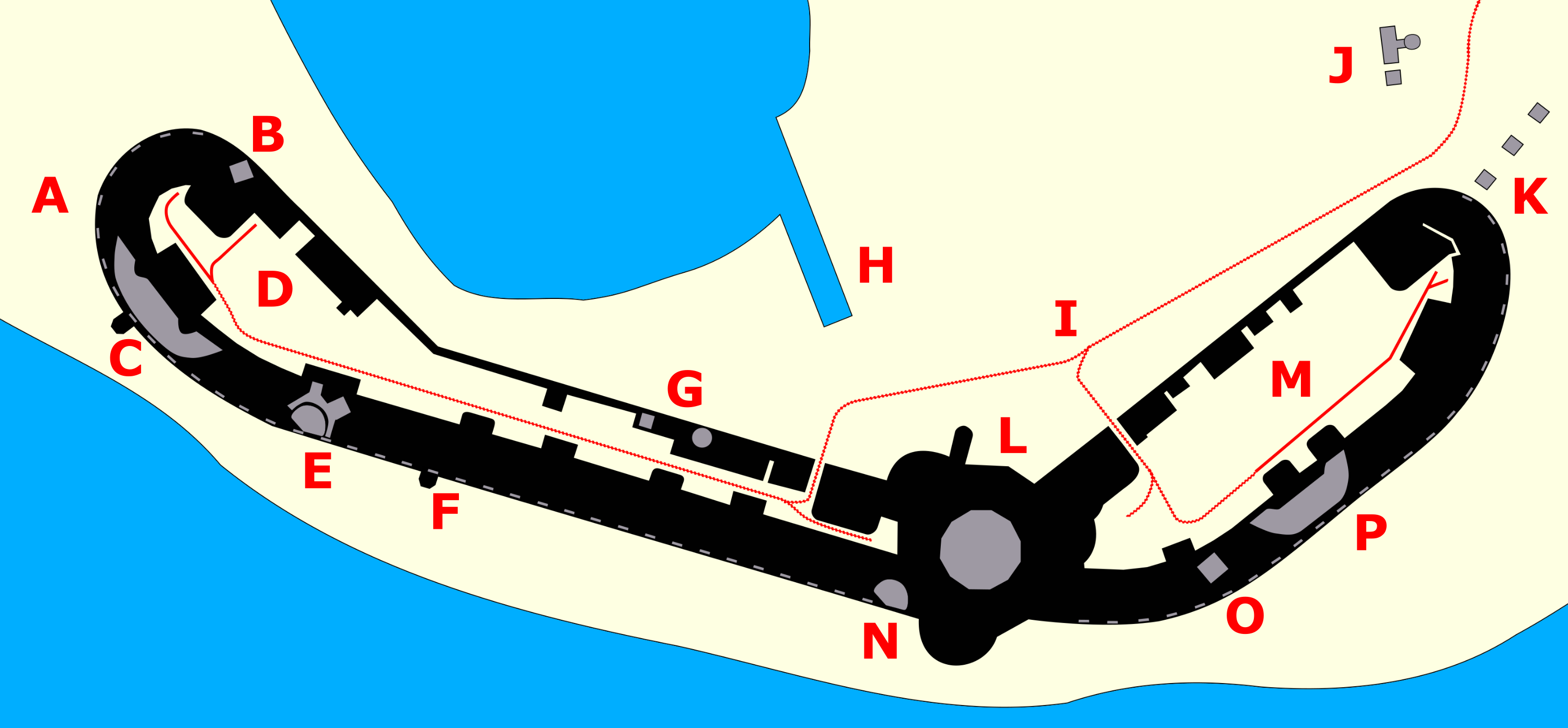
Heutiger Grundriss; A – Lage der alten Batterie; B – Ortungsraum / Feuerleitstand; C – 12-Pfünder-Schnellfeuergeschütze, Lager der Bofors-Geschütze und Feuerleitturm; F – Suchscheinwerferturm; G – Metallleuchtturm und “Low Light”; H – Fähre; I – Eisenbahnanschluss (heute und früher); J – „High Light”; K – 12-Pfünder-Batterie; L – Fort aus dem 16. Jahrhundert; M – Ostflügel; N – 6-Pfünder-Schnellfeuergeschütze; O – Bofors-Geschütze; P – Feuerleitstand

### Mittleres Fort
Das mittlere Fort wurde ursprünglich im 16. Jahrhundert errichtet, aber Anfang und Mitte des 19. Jahrhunderts stark verändert. Es besteht aus einem zentralen Turm mit drei Bastionen, die nach Nordwesten, Nordosten und Süden ausgreifen. Sein Durchmesser beträgt etwa 52 Meter. Eine mit Kanonen besetzte Kurtine verband ursprünglich die drei Bastionen, aber das wurde später durch Hinzufügen von Mauern und Räumen wesentlich verändert, um eine tiefere Struktur zu schaffen. Das mittlere Fort bildet den Eingang zum Rest der Festung und man kann es durch einen Torweg von 1873 betreten. Der Burggraben aus dem 16. Jahrhundert, der ursprünglich das Fort schützte, wurde in den 1860er-Jahren verfüllt.
Der zwölfseitige zentrale Turm oder Donjon hat einen Durchmesser von etwa 20 Metern; er hat zwei Stockwerke und ein Kellergeschoss. Das innere ist kreisrund und durch einen Pfeiler in der Mitte führt eine Wendeltreppe nach oben. Erdgeschoss und Obergeschoss waren ursprünglich in mehrere Räume unterteilt und bildeten die Unterkünfte für die Garnison, sind aber heute nicht mehr unterteilt. Beide Geschosse haben je acht Schießscharten für leichtere Waffen; das Obergeschoss war so hoch über den Außenmauern, dass wohl leicht über sie hinwegfeuern konnte. Auf dem Dach finden sich Reste der Geschützstände aus den 1850er-Jahren. Ursprünglich gab es dort auch einen Ausguckturm, der allerdings 1805 entfernt wurde. Unmittelbar nach seinem Bau war der Donjon durch drei Brücken mit den äußeren Bastionen verbunden.
Die zweistöckige Nordwestbastion schützte das Fort gegen Angriffe vom Festland aus entlang der Landzunge und beherbergte das ursprüngliche Fallgatter des Forts und Unterkünfte für die Garnison. Sie hatte drei Ebenen von Geschützständen im Erdgeschoss, im Obergeschoss und auf dem Dach, die man im 19. Jahrhundert nutzte, um schwerere Waffen unterzubringen sowie als Schutz für Schützen mit Handfeuerwaffen. Die Bastion stellt eine Verbindung zu einer externen Kaponiere her, einem gedeckten Gang mit Schießscharten für die Nahverteidigung, der 1852 errichtet wurde. Die Nordwest- und die Südbastion sind jeweils nur ein Stockwerk hoch und hatten ursprünglich zwei Ebenen von Geschützständen, im einzigen Geschoss und auf dem Dach. Dort wurden im 19. Jahrhundert ebenfalls schwerere Waffen untergebracht.

### West- und Ostflügel

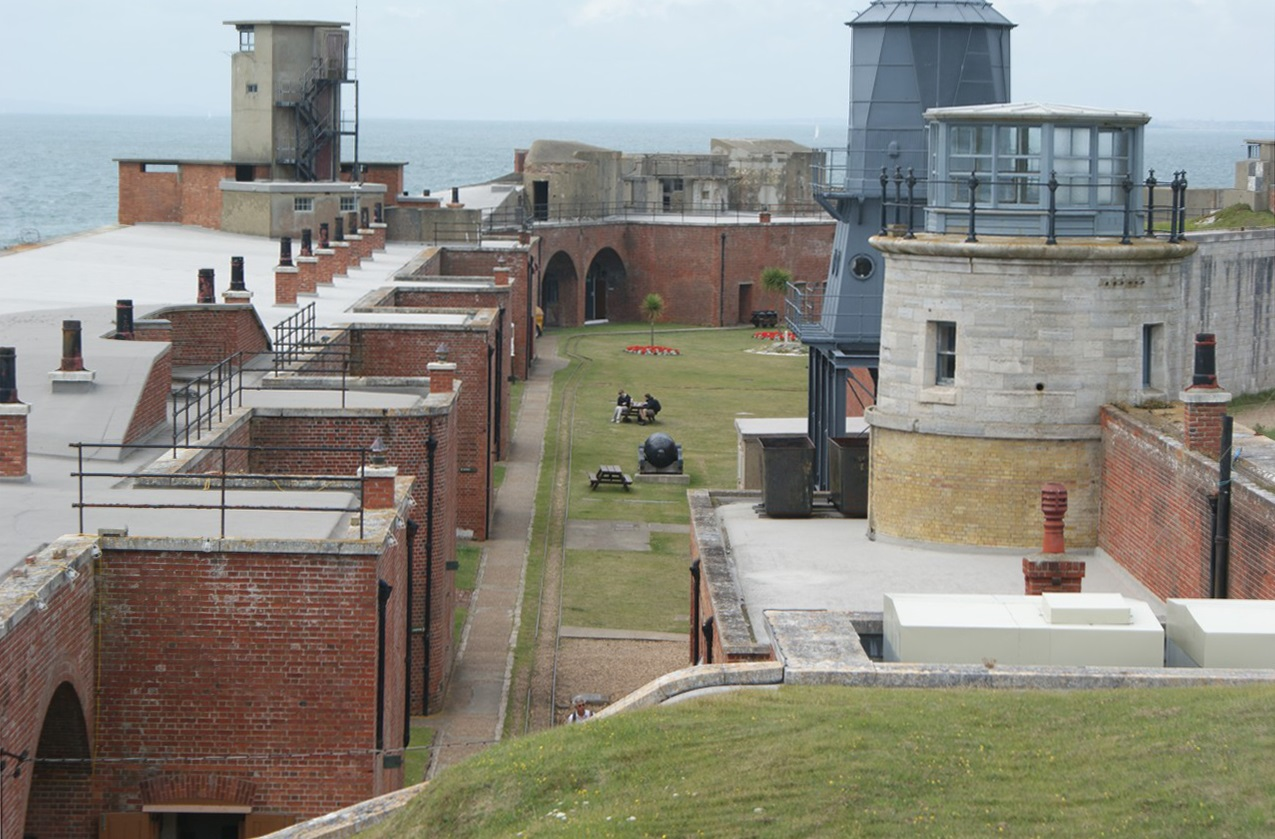
Im Westflügel

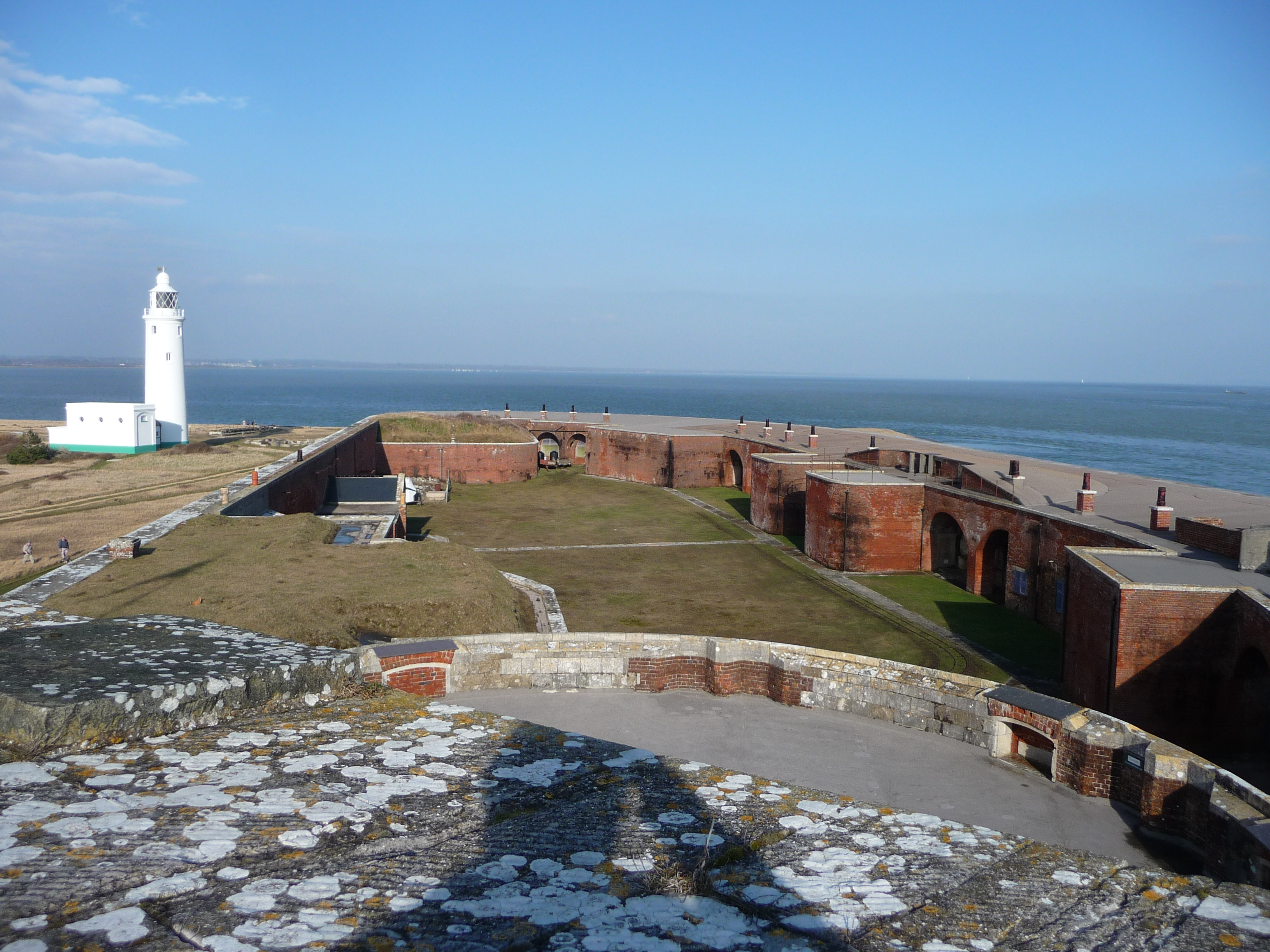
Im Ostflügel

West- und Ostflügel wurden zwischen 1861 und 1874 erstellt und bestehen aus Ziegeln und Steinen. Beide waren mit Geschützständen ausgestattet, die für die Aufnahme von schweren Kanonen und einer Besatzung von bis zu 12 Mann ausgelegt waren. Die Geschützstände waren Kasematten mit einer Brustwehr aus Granit und schmiedeeisernen Schilden geschützt. Mit ihren abnehmbaren Fensterschildern dienten sie auch als Unterkunft für das Bedienpersonal. Kleine Magazine befanden sich hinter den Kasematten.
Der Westflügel ist etwa 215 Meter lang und hat 37 Stände für schwere Geschütze und zwei Hauptmagazine, sowie verschiedene Hilfsgebäude, z. B. Kantinen, Lagerräume und Entspannungseinrichtungen. Dort finden sich auch zwei der Leuchttürme des Forts, einer von 1865, der außer Dienst gestellt wurde, und ein eiserner, gasbetriebener Leuchtturm, der heute noch in Gebrauch ist. Der Garten ist in der Art, wie er im Zweiten Weltkrieg war, wieder angelegt worden. Ende des 19. Jahrhunderts und Anfang des 20. Jahrhunderts wurden Geschütze insbesondere am Westflügel neu aufgebaut; auf seinem Dach finden sich Stände für 12- und 6-Pfünder-Schnellfeuerkanonen, eine Bofors-Kanone und die zugehörigen Feuerleitstände. Ein kleines Theater, das von den Kanonieren im Zweiten Weltkrieg eingebaut wurde, ist bis heute auf einem der Geschützstände erhalten, zusammen mit verschiedenen Wandmalereien, die vermutlich für Vorstellung in diesem Theater genutzt wurden.
Der Ostflügel blieb seit seiner Errichtung relativ unverändert. Er ist etwa 150 Meter lang und hat 24 Stände für schwere Geschütze und zwei Hauptmagazine. Auf dem Dach befinden sich der ursprüngliche Feuerleitstand und ein Bofors-Geschützstand, die im Zweiten Weltkrieg hinzugefügt wurden. Der Ostflügel ist durch einen Torweg in der Nordostbastion erreichbar. Direkt unterhalb des Ostflügels gibt es drei Stände für 6-Pfünder-Schnellfeuerkanonen aus dem Jahre 1893, deren Munition aus dem Ostflügel durch eine Öffnung in der Außenwand angereicht wurde.

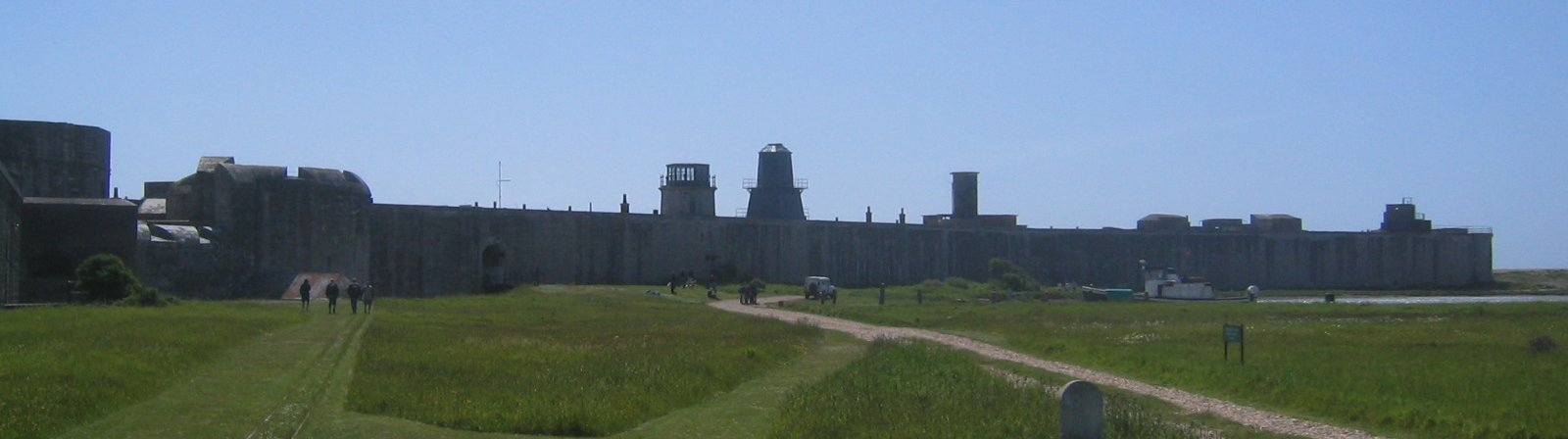
Das Fort vom Ostteil der Landzunge aus.